# Injoux-Génissiat
Injoux-Génissiat település Franciaországban, Ain megyében. Lakosainak száma 1123 fő (2022. január 1.). Injoux-Génissiat Billiat, Franclens, Saint-Germain-sur-Rhône, Surjoux-Lhopital és Haut Valromey községekkel határos.

## Népesség
A település népességének változása:
| Lakosok száma | 1130 | 1144 | 1181 | 1136 | 1125 | 1115 | 1123 | 1123 | 1123 |
|               | 2013 | 2015 | 2016 | 2017 | 2018 | 2019 | 2020 | 2021 | 2022 |

## Híres személyek
- Itt született Dušan Maravić (1939–2025) olimpiai bajnok jugoszláv válogatott szerb labdarúgó, sporttisztviselő.